# Pierre Strohl
Pour les articles homonymes, voir Strohl.
 (février 2011).
Si vous disposez d'ouvrages ou d'articles de référence ou si vous connaissez des sites web de qualité traitant du thème abordé ici, merci de compléter l'article en donnant les références utiles à sa vérifiabilité et en les liant à la section « Notes et références ».
Pierre Strohl, né le 24 octobre 1881 à Bordeaux, mort le 16 janvier 1972 à Banne (Ardèche), est un haut fonctionnaire français de l'administration bancaire, secrétaire général de la banque de France et officier durant la Première Guerre mondiale.

## Biographie
Pierre Strohl est le fils de Henry Strohl, inspecteur général des Ponts-&-chaussées, et de Céline Grand. C'est également le frère d'André Strohl.
En 1914, il part pour le front comme sous-lieutenant d'infanterie, devient rapidement lieutenant, puis capitaine, participe aux sept mois de la bataille de Verdun et aux combats du Chemin-des-Dames. Versé enfin à l'Administration de l'Alsace, il a été le premier officier français entré dans Strasbourg, et ne fut libéré qu'en 1919, après avoir exercé les fonctions de séquestre de la Reichsbank dans cette ville. Au cours de ses campagnes, il gagne la croix de guerre avec deux citations, dont l'une à l'ordre de l'Armée, et la croix de Chevalier de la Légion d'honneur, ordre dans lequel il fut successivement promu officier, puis commandeur.
Il devient licencié en droit, inspecteur, puis au début de 1926, secrétaire général de la Banque de France. En cette qualité, il réalise, aux côtés du gouverneur Émile Moreau, la stabilisation du Franc.
Après avoir quitté la Banque de France en 1937 à la suite de différends avec le gouverneur Émile Labeyrie, homme influent du Front populaire, Pierre Strohl devient président de la BNCI, puis conseiller financier et administrateur de Roussel-Uclaf, professeur de comptabilité à la Faculté de droit de Paris (cycle études supérieures de banque), auteur d'ouvrages traitant de la comptabilité des entreprises, d'articles, de conférences littéraires.